# Cura in eligendo
Cura in eligendo (dt. Sorgfalt in der Auswahl) ist ein Begriff aus dem Schweizer Privatrecht, namentlich der Haftpflicht aus Geschäftsherrschaft, sog. Geschäftsherrenhaftung nach Art. 55 Abs. 1 OR (Schweizerisches Obligationenrecht).
Danach haftet der Geschäftsherr für den Schaden, den seine Arbeitnehmer oder andere Hilfspersonen in Ausübung ihrer dienstlichen oder geschäftlichen Verrichtungen verursacht haben, wenn er nicht nachweist, dass er alle nach den Umständen gebotene Sorgfalt angewendet hat, um einen Schaden dieser Art zu verhüten, oder dass der Schaden auch bei Anwendung dieser Sorgfalt eingetreten wäre.
Die „cura in eligendo“ ist eine der drei curae, die als fehlender Exzeptionsbeweis in Frage kommen. Der fehlende Exzeptionsbeweis ist eine der sechs Anspruchsvoraussetzungen (Schaden, Widerrechtlichkeit, Hilfsperson im Subordinationsverhältnis, funktioneller Zusammenhang, Kausalität, Fehlender Exzeptionsbeweis) der Haftung für Hilfspersonen im ausservertraglichen Bereich. 
Nach einer hergebrachten Trilogie gliedert sich die geforderte Sorgfalt des Geschäftsherrn in die:
- cura in eligendo = Sorgfalt in der Auswahl
- cura in instruendo = Sorgfalt in der Unterweisung (Instruktion)
- cura in custodiendo = Sorgfalt in der Überwachung (Kontrolle)

1994 legte das Schweizer Bundesgericht im Fall BGE 110 II 456ff. (sog. Schachtrahmenfall) eine vierte Sorgfaltspflicht fest:
- cura in organisando = Sorgfaltspflicht in die Betriebsorganisation (Qualitätskontrolle)

Mit diesem Entscheid stellte das Gericht die Weichen zur Abschaffung des Befreiungsbeweises, da diesen Sorgfaltsbeweis zu erbringen für den Geschäftsherrn außerordentlich schwer ist.